# François-Louis Hutteau
Pour les articles homonymes, voir Hutteau.
François-Louis Hutteau est un homme politique français né le 6 octobre 1729 à Malesherbes (Loiret) et décédé le 26 juin 1807 au même lieu.
Avocat en 1757, il est membre de l'assemblée provinciale de la généralité d'Orléans en 1786. Il est député du tiers état, pour la ville de Paris, aux États généraux de 1789. Il prend parti contre les réformes révolutionnaires, et devient suspect sous la Terreur. Il est contraint de rester sur ses terres. Louis XVIII accorda des lettres de noblesse à ses enfants.

## Sources
- « François-Louis Hutteau », dans Adolphe Robert et Gaston Cougny, Dictionnaire des parlementaires français, Edgar Bourloton, 1889-1891 [détail de l’édition]